# Krzeszów Górny (gromada)
Krzeszów Górny (do 31 XII 1958 Nowa Wieś) – dawna gromada, czyli najmniejsza jednostka podziału terytorialnego Polskiej Rzeczypospolitej Ludowej w latach 1954–1972.
Gromady, z gromadzkimi radami narodowymi (GRN) jako organami władzy najniższego stopnia na wsi, funkcjonowały od reformy reorganizującej administrację wiejską przeprowadzonej jesienią 1954 do momentu ich zniesienia z dniem 1 stycznia 1973, tym samym wypierając organizację gminną w latach 1954–1972.
Gromadę Krzeszów Górny siedzibą GRN w Krzeszowie Górnym utworzono 1 stycznia 1959 w powiecie biłgorajskim w woj. lubelskim w związku z przeniesieniem siedziby gromady Nowa Wieś z Nowej Wsi do Krzeszowa Górnego i zmianą nazwy jednostki na gromada Krzeszów Górny.
1 stycznia 1960 do gromady Krzeszów Górny włączono wieś Hucisko i Ryczki oraz kolonię Hucisko ze zniesionej gromady Hucisko w tymże powiecie.
Gromada przetrwała do końca 1972 roku, czyli do kolejnej reformy gminnej.